# Urszula Gołaszewska-Kaczan
Urszula Gołaszewska-Kaczan – polska ekonomistka, dr hab. nauk ekonomicznych, profesor nadzwyczajny Zakładu Zarządzania Wydziału Ekonomii i Zarządzania Uniwersytetu w Białymstoku i Instytutu Zarządzania Uniwersytetu w Białymstoku.

## Życiorys
27 lutego 1996 obroniła pracę doktorską Strategie małych przedsiębiorstw w okresie wprowadzania gospodarki rynkowej (na przykładzie województwa białostockiego), 17 listopada 2010 habilitowała się na podstawie pracy zatytułowanej Zaangażowanie społeczne przedsiębiorstwa. Objęła funkcję profesora nadzwyczajnego w Instytucie Zarządzania na Uniwersytecie w Białymstoku i w Zakładzie Zarządzania na Wydziale Ekonomii i Zarządzania Uniwersytetu w Białymstoku.
Piastowała stanowisko kierownika Zakładu Zarządzania Wydziału Ekonomii i Zarządzania Uniwersytetu w Białymstoku.

## Publikacje
- 2005: Społeczna odpowiedzialność przedsiębiorstwa wobec niepewności w działalności firmy[1]
- 2008: W czyim interesie działa przedsiębiorstwo – przegląd wybranych teorii[1]
- 2014: Outsourcing a specyfika firmy rodzinnej[1]
- 2017: University Social Responsibility Using the Example of the Faculty of Economics and Management at the University of Bialystok[1]